# Hofgeismar
Hofgeismar (phát âm tiếng Đức: [hoːfˈɡaɪ̯smaʁ] ⓘ) là một thị trấn ở Kassel, phía bắc Hessen, Đức. Nó nằm 25 km về phía bắc của Kassel trên Đường khung gỗ Đức. Vào năm 1978 và 2015, nơi đây đã tổ chức lễ hội cấp bang Hessentag lần thứ 18.

## Lịch sử
Văn bản đầu tiên đề cập đến Hofgeismar có từ năm 1082.

## Người nổi tiếng
- Martin Zielke (sinh năm 1963), giám đốc ngân hàng người Đức

## Hình ảnh

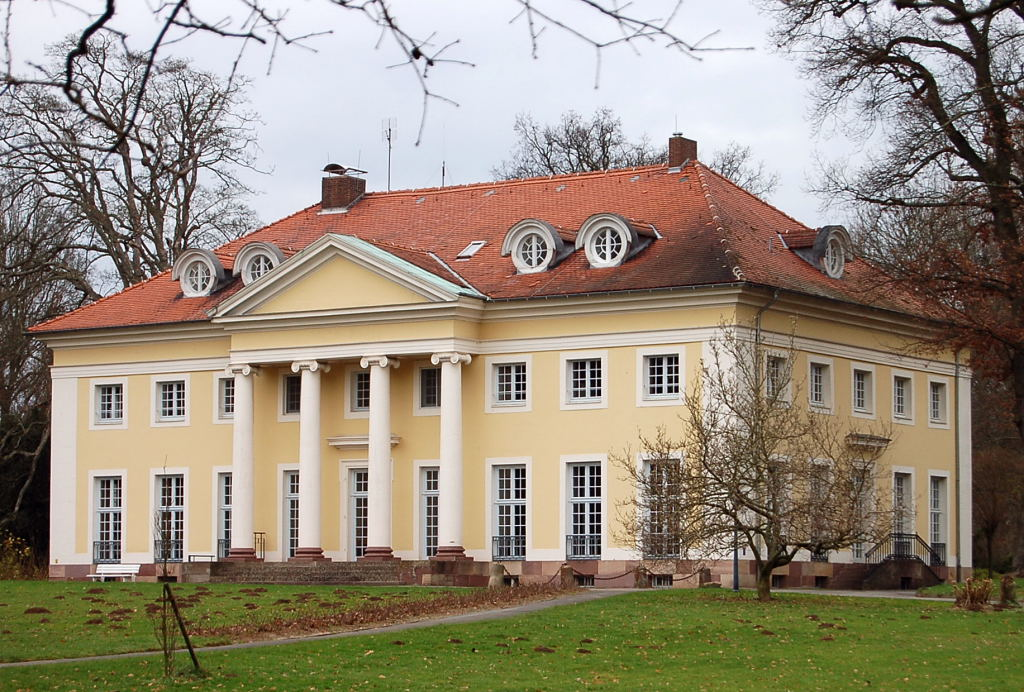
Schönburg ở Hofgeismar
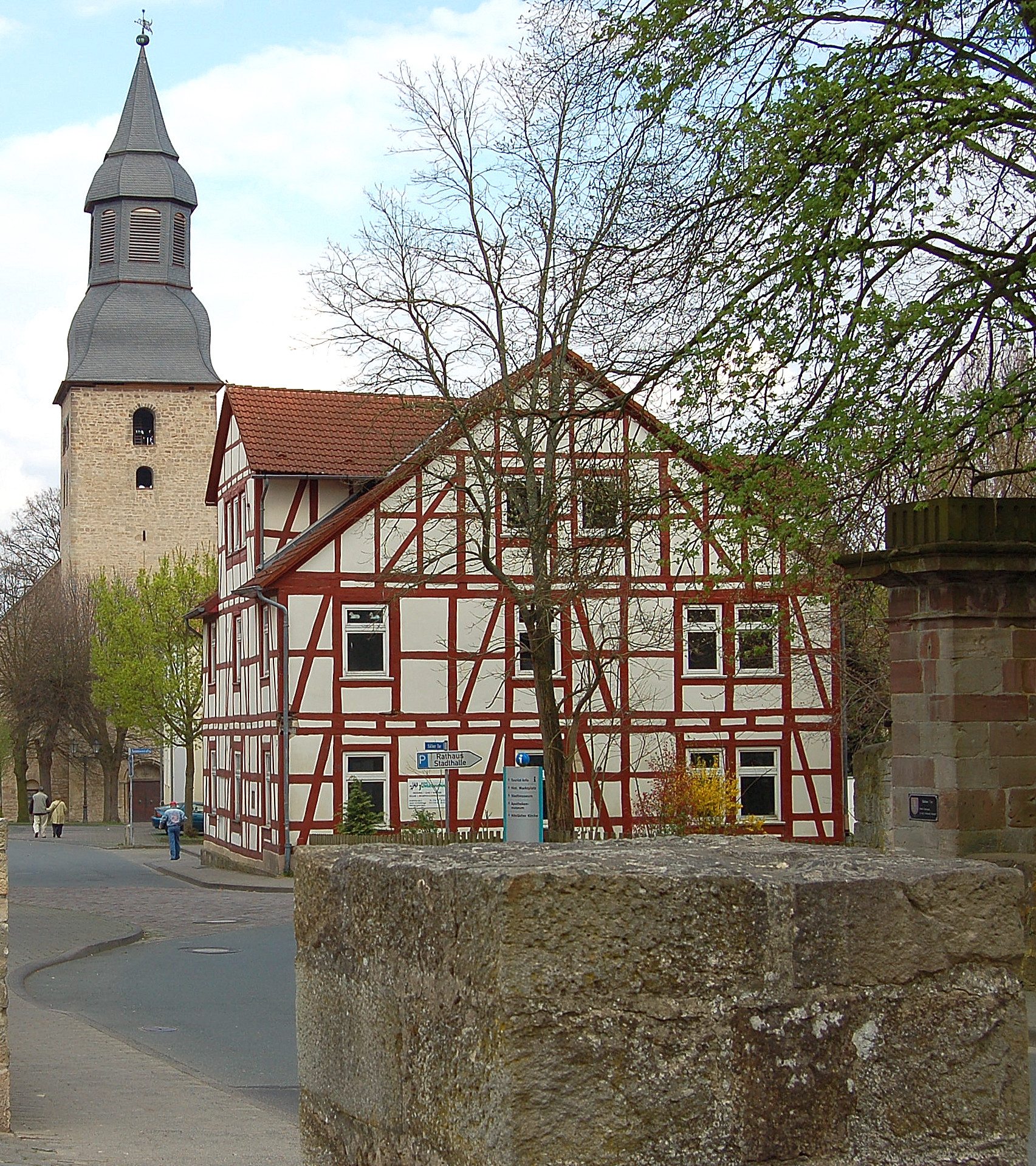
Nhà thờ ở Altstadt